# 크리스토퍼 폴라하
크리스토퍼 폴라하(Kristoffer Polaha, 1977년 1월 18일 ~ )는 미국의 배우이다.

## 출연 작품

### 영화
- JFK Jr. 스토리 (2003, America's Prince: The John F. Kennedy Jr. Story) - 존 F. 케네디 주니어 역
- Life Happens (2006) - 단편
- 빌리 그레이엄 목사의 어린 시절 (2008, Billy: The Early Years)
- 데빌스 노트 (2013)
- 백 인 더 데이 (2014, Back in the Day)
- 뜻밖의 우정 (2014, Where Hope Grows)
- 아틀라스 슈러그드: 파트 3 (2014, Atlas Shrugged Part III: Who Is John Galt?)
- Vineland (2016)
- 런투갓: 신을 향해 달린다 (2018, Run the Race)
- 원더 우먼 1984 (2020)
- 쥬라기 월드: 도미니언 (2022)

### 텔레비전
- 엔젤 (2001)
- 로즈웰 (2002)
- 버즈 오브 프레이 (2002)
- 트루 콜링 (2003)
- North Shore (2004)
- 하우스 (2005)
- 필라델피아는 언제나 맑음 (2006)
- CSI: 마이애미 (2006)
- 본즈 (2006)
- 클로스 투 홈 (2007)
- 매드맨 (2007-09)
- Miss Guided (2008)
- 위드아웃 어 트레이스 (2009)
- 돌하우스 (2009)
- 라이프 언익스펙티드 (2010-11)
- 링거 (2011-12)
- 메이드 인 저지 (2012)
- 어쿼드 (2012)
- CSI: 과학수사대 (2013)
- Backstrom (2015)
- 스토커 (2015)
- 하와이 파이브-0 (2015)
- 캐슬 (2015-16)
- 리졸리 앤 아일스 (2016)
- 리썰 웨폰 (2016)
- 지정생존자 (2017)
- 볼러스 (2018)